# Carolina Castillo
Carolina Castillo Hidalgo (ur. 4 listopada 1990) – kolumbijska zapaśniczka. Dwukrotna olimpijka. Zajęła jedenaste miejsce w Londynie 2012 (kategoria 48 kg) i ósme w Rio de Janeiro 2016 (kategoria 48 kg).
Piąta na mistrzostwach świata w 2011. Brązowy medal na igrzyskach panamerykańskich w 2011, 2015 i 2019. Druga na mistrzostwach panamerykańskich w 2017, 2018 i 2020. Mistrzyni igrzysk Ameryki Południowej w 2014 i 2018. Mistrzyni igrzysk Ameryki Środkowej i Karaibów w 2014 i 2018. Pierwsza na mistrzostwach Am.Płd i igrzyskach boliwaryjskich w 2013 roku.